# 기독교대한감리회
기독교대한감리회(基督敎大韓監理會)는 대한민국에 있는 감리교회, 즉 공교회 신학과 존 웨슬리 신학, 감리교 신앙과 제도를 따르는 개신교 교단으로 감리교 연합체인 세계감리교협의회 정식 소속 교단이다. 단일 교단으로는 가장 큰 규모다. 대한민국에서는 기독교 연합체 중 한국기독교교회협의회, 한국교회총연합회에 가입하였고 세계교회협의회 소속이다. 기감이라고 약칭하기도 한다.

## 역사
일본 주재 선교사로 활동하던 미국 북감리교회(미감리회) 소속의 로버트 새뮤얼 매클레이(Robert S. Maclay) 선교사가 1884년 6월 24일 내한하여 고종으로부터 선교회사업(의료 및 교육)에 대한 허가를 받았다. 다음해 1885년 4월 5일 미국 북감리교회 소속의 목사 헨리 아펜젤러(Henry G. Apenzeller)와 의사 윌리엄 스크랜턴(Dr. William B. Scranton), 여선교사 메리 스크랜튼(윌리엄 스크랜톤의 어머니)이 내한하여 선교활동을 시작하였다.
미국 남감리교회에서는 1895년 10월 동양 선교를 주관하던 헨드릭스 감독(Bishop Eugene R. Hendrix)과 리이드 박사(Dr. Clarence Frederick Reid)가 내한하여 전도를 시작하였다. 당시에는 북감리회를 미리미교회라고 했고, 남감리회를 감리회라고 불렀다.
최초 전래시는 미국 북부의 감리회와 미국 남부의 감리회에서 온 선교사들이 별도로 연회를 구성하고 있었다. 그러나 1930년 12월 2일 미국의 남북감리교회의 통합보다 앞서 양측의 감리교회의 통합 전권을 위임받아 조선의 두 연회가 통합하여 "기독교 조선 감리회"가 창설되었고, 이는 세계 최초로 한국에서 연합이라는 아름다운 이정표가 되었다.
이후 일본의 강요로 1943년 '일본기독교조선감리교단'이 창설된 후 1945년 일본기독교조선교단으로 강제 통합당한 감리교회는, 해방 후 다시 분리되어 새로 교단을 구성하는 과정에서 재건파와 복흥파로 분리되는 등 홍역을 앓았다. 그러나 그 이후 다시 통합되어 1949년 현재의 이름이 채택되었다. 이후 1971년 경기연회 사건으로 총리원과 총회(갱신)측으로 분리되기도 하였으나 , 이후 재통합돼 감리교단은 현재 대한민국 개신교 교파중에서 유일하게 교파 분열을 겪지 않은 교단이다. 다만 2008년 감독회장 선거로 시작된 기독교대한감리회 감독회장 선출 논쟁이 있었으나 2013년 전용재 목사가 감독회장에 당선됨으로써 일단락됐다. 현재까지 감독 선출과 교회 운영은 감리회 본부와 총회를 중심으로 이루어지고 있다.
감리교단의 본부는 광화문 사거리에 위치해 있으며 관계된 교육기관으로 목회자 양성을 위한 신학교로 감리교신학대학교, 협성대학교, 목원대학교가 있다. 이외에도 선교초기부터 의료, 교육에 관심을 가지고 선교했으며, 대표적으로 이화여자대학교, 연세대학교 세브란스병원과도 깊이 관련되어 있다. 그외에도 복지 사업에도 앞장서고 있다.
1901년 김창식, 김기범이 한국 개신교 최초의 목사로 안수받았다. 또한 1930년대에 여성 선교사들의 목사 안수를 시작하였고, 1955년 한국 개신교 역사상 최초로 한국의 두 여성 전밀라, 명화용이 목사안수를 받았다. 한국기독교교회협의회(NCCK)에 가입되어 있다. 70년대에는 민주화투쟁 및 노동자 운동, 도시산업활동을 통해 노동자의 인권과 시민의 권리확보를 위해 노력하였다.

## 교리
신학적으로는 대한민국의 대표적인 공교회주의 교단이다. 종교개혁의 개선주의 전통인 개신교 공교회주의가 감리교회의 기본적 신학이다. 주요 감리교 교리 역시 공교회주의의 핵심인 공교회 7개 공의회의 교리를 따른다. 영국국교회 성직자인 웨슬리의 사상을 중심으로 18세기 영국국교회의 종교 강령을 재형성한 강령 25개조와 웨슬리의 표준설교 그리고 신약성서주해와 초기 그리스도교회 전통을 종합적으로 수용하고 있으며, 감리회 신앙고백과 사회신경을 두어 감리교회의 교리와 사회적 책임에 대해 명확하게 선언하고 있다.

## 개항기 감리교회
감리교회는 일찍이 전래 초기부터 조선의 독립을 위해 노력한 교단이었다. 아펜젤러 선교사는 한국의 독립운동에 깊이 관여하여 독립협회 창설에 도움을 주었으며, 배재학당 출신 이승만을 옥중지원하기도 했다. 3.1독립 선언을 한 33인중 이필주, 신석구 등 감리교인 9명은 장로교인 7명 함께 개신교 대표로 참여했으며 유관순 열사도 감리교인이었다. 최초의 여성 의사였던 박에스더 역시 감리교인이었다. 이로 인해 일제의 탄압을 많이 받았다. 그 탄압의 극단을 보여준 사건이 3.1 만세 운동을 경기도에서 주도했던 제암리감리교회의 교인들을 살해하고 예배당에 방화한 사건이었다.
스크랜턴 선교사의 전도로 개신교인이 된 전덕기 목사는 서울 숭례문(남대문)에 있던 상동감리교회에서 엡웰 청년회를 중심으로하여 을사조약 반대운동을 전개했고, 상동청년학원을 만들어 민족운동에 앞장섰다. 독립 운동의 중추적 역할을 한 "신민회"는 감리교회의 지원으로 탄생했으며, 신민회가 조직된 상동감리교회는 이준의 헤이그 특사 파견을 협의하고 실행한 곳으로 유명하다. 상동감리교회를 중심으로 숭례문시장 상인들과 함께 헤이그 특사 여비를 마련하였다. 헐버트 선교사는 출발부터 네덜란드까지 특사를 도왔다. 또한 사민필지의 저자인 헐버트 선교사는 동대문교회의 담임으로서 수많은 애국자들을 키워냈으며, 고종의 밀사로서 활약했다. 김상옥 의사 역시 동대문교회 출신이다.
감리교회는 에큐메니칼 운동과 토착화 신학을 강조함으로써 한국적인 상황에서 신학적 토착화에 관심을 기울였으며, 한국 개신교회 활동의 기초를 닦는 역할을 했다. 서울YMCA를 통해 지덕체를 건강하게 키워내는 다양한 체육 여가활동을 연합사업으로 성장시켰다. 감리교와 장로교 연합공회의(현 한국기독교교회협의회)를 통하여 추수감사절을 1921년 11월 둘째 주일 지난 수요일로 정하면서 한국 개신교의 기준이 되도록 했고, 부활절 연합예배 및 군선교 등에서도 교계의 연합활동에 힘썼다.

## 한국 감리교회 구조
한국의 감리교회는 공교회주의를 따르는 감독제 교회의 구조로, 현재 서울 광화문빌딩 16층에 교단 본부가 있고, 연회와 지방회로 구성되어 전통적인 공교회 치리 제도를 유지한다. 한국의 감리교회도 신학적 입장에서 성경과 전통, 이성, 체험을 중요시 하여 동방, 서방 교회 분리 이전인 11세기 이전의 전통인 교회 제도와 신학에 대해서 관심이 높다. 따라서 예배형태와 교직제도는 11세기 이전의 전통적인 신학적 틀을 유지한다. 전통적인 교직제도인 디아코노스(διακονος, deacon, '집사'), 프레스뷔테로스(πρεσβύτερος, elder, '장로'), 에피스코포스(ἐπισκοπος, bishop.'감독')의 형태를 따라 성직자의 직제는 "전도사, 목사, 감독"으로 구분한다. 전도사 직제를 수련목회자나 전도사로 구분하는 제도를 확정하여 실행한다.

### 교단 총회 · 감독회장
감리교 교단을 대표하는 감독회장은 각 연회의 감리사와 목사, 평신도 대표들의 선거로 선출된다. 감독회장은 감독회의와 총회 회의를 주관하며, 대외적으로 감리교회를 대표한다. 세계감리교협의회의 대한민국 감리교회 대표이며, 총회의 주요 안건과 감독직 안수, 감리교회 전반적 치리와 국가간 감리교 교단과의 연합을 이룬다.

### 연회 · 감독
연회를 대표하는 감독은 목사와 평신도의 선거로 선출된다. 감독이 치리하는 연회 대한민국의 행정구조와 인구를 따라 구성된다. 이는 30-40여개의 지방회로 구성되었다. 연회에서는 중요한 감리교의 안건과 성직과 목사 안수, 연회의 전반적 치리와 다른 연회와의 연합을 이룬다.

### 지방회 · 감리사
지방회는 30-50여개의 구역교회(개체교회)로 구성되었다. 감리사는 해당 지방의 회의에서 목사와 평신도의 선거로 선출되어 지방회의 대표자로 감리사를 두어 지방회를 치리하며, 구역 교회를 담임하는 목사와 교회간의 교류를 돕고 협력하는 구조이다.

### 구역회 · 목사
구역회는 목사가 파송되어 목회를 하는 개체 교회를 의미한다. 하지만 목사는 연회의 감독이 파송한 연회 성직자이므로 구역회는 지방회의 소속이며 구역회의 대표는 파송을 확인하고 개체교회를 관리하는 감리사이다. 개체 교회의 모든 목회는 담임 목사가 책임을 지나 구역회를 통해서 목사는 감리사에게 목회 계획을 보고하며 돕고 협력하는 구조를 지닌다. 구역회에는 목사와 목사가 되기 위해 수련을 받는 전도사인 수련목회자가 있으며, 교육과 목회를 돕는 교육사, 심방 전도사가 속해 있다.

### 감리교 목사 양성 및 안수
기독교대한감리회는 목사를 성직 자격으로 보는 개신교회 공교회주의 전통을 따르며, 감리교회의 신학대학원을 졸업한 이후, 교회를 개척하여 담임을 하거나 목사 후보생인 '수련목회자'(수련목)시험에 응시해야 한다. 합격한 수련목회자와 서리전도사는 총 만 3년 동안 연회 관할하의 서리(예비자) 과정 1년과 수련기간 과정 2년을 소속 교회에서 거친 후에 소속된 연회의 감독에게서 목사 안수를 받는다. 감리교회는 목사 안수에서 성별에 대한 구분은 없다. 감리교회는 이미 1930년에 대한민국에서 최초로 목사 안수에서 남녀 구분없이 동등하게 목사 안수를 한 전통을 지녔다.
· 수련목회자 자격조건
수련목회자 허입 자격은 감리교회의 교인으로 4년제 대학을 졸업한 이후 감리교단의 대학교들(감리교신학대학교, 협성대학교, 목원대학교, 연세대학교(조건부))의 신학대학원을 졸업해야 하며, 소속 교회 목사의 추천서를 받아야 한다.
· 수련 과정
수련목 과정은 시험과목이 3년 4회에 걸쳐 치르며, 시험 이외에도 정해진 과제와 훈련들을 수행하고, 담임목사와 지방, 연회의 평가를 받아야 한다. 1차 수련목고시 이후, 소속교회의 연회에 파송을 받는다. 2차 서리 이수 과정, 3차 준회원1 이수 과정, 4차 준회원2 이수 과정을 거쳐 만 3년 동안 4차의 수련목 평가 및 시험 과정을 통과해야 한다.
· 수련목 1차 고시
감리교 목사 후보생인 수련목 시험으로는 성서, 감리교 교리와 장정, 감리교신학, 교회역사이고 필기시험 후 면접을 본다. 1차 고시에 합격한 목사 후보생에게 감리교회 교단은 수련목 기간 동안 수련목이 수련받을 수 있도록 생활을 지원하며 수련과정을 이수하게 한다. 수련 기간 동안 수련목은 전도사로 불리며, 매년마다 단계별로 교단에서 관할하는 각 차수 과제 및 훈련과정과 소속교회의 수련과정을 이수해야 한다.
· 2차(제1년) 서리과정
"서리" 이수 과정은 성직 예비자 과정이다. 2차 필기시험인 성서신학과 기독교윤리, 목회신학 시험과 신구약성경 시험을 치르며, 건강진단으로 신체 및 정신 건강에 대한 종합병원의 진단을 받는다.
소속교회 담임자 평가로 전후반기 2회에 소속 교회에서 신학독서 보고서를 제출하고 담임목사는 기도, 성경독서, 교회내 활동, 성찬 및 세례 보좌, 심방, 교회행정 지원 등의 목회 과정을 전후반기 2회로 목회 수련 과정을 평가한다.
교단에서 정한 영성 훈련을 참여하고 수련목 과제를 해야 한다. 소속교회 지방의 감리사 주관의 성직심사에 통과하고서, 목회주제 관련 소논문을 작성해 합격해야 한다. 이후 감독이 주관하는 연회의 1차 다면 면접형태의 성직심사를 통과하면 감리교 준회원 목회자로 받아들이고, 2차 과정은 마무리된다.
· 3차(제2년) 준회원1과정
"준회원1" 이수 과정은 3차 필기시험인 교회교육과 역사신학, 예배학 신학 시험과 신구약 성경시험을 치러야 한다.
소속교회 담임자 평가로 전후반기 2회에 소속 교회에서 신학독서 보고서를 제출하고 담임목사는 기도, 성경독서, 교회내 활동, 성찬 및 세례 보좌, 심방, 교회행정 지원 등의 목회 과정을 전후반기 2회로 목회 수련 과정을 평가한다.
교단에서 정한 영성훈련과 수련목 프로그램을 마치고, 설교관련 소논문이 합격되고, 연회의 2차 다면 면접형태의 성직심사를 통과해야 한다.
· 4차(제3년) 준회원2, 성직준비 과정
"준회원2" 이수 과정은 성직 안수준비 과정으로 4차 필기시험인 교회행정, 목회신학, 조직신학 신학필기 시험과 신구약성경 필기 시험을 본다.
소속교회 담임자 평가로 전후반기 2회에 소속 교회에서 신학독서 보고서를 제출하고 담임목사는 기도, 성경독서, 교회내 활동, 성찬 및 세례 보좌, 심방, 교회행정 지원 등의 목회 과정을 전후반기 2회로 목회 수련 과정을 평가한다.
교단에서 정한 영성훈련과 수련목 프로그램을 이수하고 교회행정관련 소논문이 통과되어야 하고, 연회의 3차 다면 면접의 성직심사를 마쳐야 한다.
준2과정에서 안수 받기 전 다시 신체 및 정신 건강에 대해 종합병원의 진단을 받는다. 이 과정을 마친 후 안수 대상 수련목을 위한 기본교육과 영성훈련을 거치면, 해당 연회에서는 감독이 주관하는 성직위원회의 최종 심사과정(병원 정신과 검사 포함)에서 안수 자격을 확인하고, 연회에서 감독이 모든 과정을 이수한 수련목에게 성직 안수를 한다.
· 허입불가 사항
종합병원 건강 진단(1년 이내)에서 직무를 수행할 수 없는 신체적 이상이나 정신과적 문제가 있거나, 과중한 채무가 있거나, 도박, 마약, 부도덕한 생활, 범죄 사실이 있을 경우에는 서리(예비자) 과정에 허입조차 되지 않아 목사로 안수 받을 수 없다.

## 감리교 유관 교육기관
전래 초기부터 교육에 관심을 기울여, 배재학당을 시작으로 학교를 설립하였다. 국내 관련 대학으로 감리교신학대학교, 협성대학교, 목원대학교, 연세대학교(감리교회와 장로교회 공동으로 설립), 이화여자대학교(설립), 배재대학교(설립), 배화여자대학교(설립) 등이 있고, 감리교회 성직자를 양성하는 교육기관으로 감리교신학대학교, 협성대학교, 목원대학교의 신학대학과 신학대학원, 인천성서신학원(목회아카데미)이 있다.
| - 감리교신학대학교 - 남서울대학교 - 목원대학교 - 배재대학교 - 연세대학교 - 이화여자대학교 - 협성대학교 - 배화여자대학교 - 안산대학교 - 인덕대학교 - 서울특별시 - 광성고등학교 - 명지고등학교 - 배재고등학교 - 배화여자고등학교 - 서울관광고등학교 - 서울문영여자고등학교 - 서울여자상업고등학교 - 서울예술고등학교 - 이화여대병설미디어고등학교 - 이화여자고등학교 - 이화여자대학교 사범대학 부속 이화·금란고등학교 - 이화여자외국어고등학교 - 인덕공업고등학교 - 경기도 - 경화여자고등학교 - 경화여자 English Business 고등학교 - 매향여자정보고등학교 - 삼일공업고등학교 - 삼일상업고등학교 - 세경고등학교 - 이천양정여자고등학교 - 태광고등학교 - 인천광역시 - 덕신고등학교 - 송도고등학교 - 영화관광경영고등학교 - 강원도 - 팔렬고등학교 - 충청남도 - 공주영명고등학교 - 온양한올고등학교 - 천안상업고등학교 - 대전광역시 - 대전대신고등학교 - 호수돈여자고등학교 - 전북자치특별도 - 한국게임과학고등학교 | - 서울특별시 - 광성중학교 - 배재중학교 - 배화여자중학교 - 서울문영여자중학교 - 영란여자중학교 - 이화여자대학교 사범대학 부속 이화·금란중학교 - 재현중학교 - 경기도 - 경화여자중학교 - 매향중학교 - 삼일중학교 - 이천양정여자중학교 - 태광중학교 - 파주중학교 - 인천광역시 - 송도중학교 - 강원도 - 팔렬중학교 - 충청남도 - 공주영명중학교 - 온양한올중학교 - 천성중학교 - 청신여자중학교 - 팔봉중학교 - 대전광역시 - 대전대신중학교 - 호수돈여자중학교 - 영화초등학교 - 이화여자대학교 사범대학 부속초등학교 - 예원학교 (중학교 과정 예술계 특수학교) - 서울실용음악고등학교 (특성화) - 산돌학교 - 신동신중정보산업고등학교 |

## 감리교 유관 의료기관
- 연세대학교 의과대학 세브란스병원
- 연세대학교 의과대학 강남세브란스병원
- 연세대학교 의과대학 용인세브란스병원
- 연세대학교 원주세브란스기독병원
- 이화여자대학교의료원(목동, 서울)
- 인천기독병원

## 현황[14]
- 교회수: 6,695개(국내외)
- 교인수: 1,304,856명
- 교역자수: 11,836명
- 연회(年會)[15]: 총 13개 연회
  - 11개 일반연회(서울, 서울남, 중부, 경기, 중앙, 동부, 충북, 남부, 충청, 삼남, 호남특별)
  - 1개 자치연회 (미주[16]), 1개 선교연회 (서부)[17]

## 같이 보기
- CBS기독교방송
- 감리교
- 존 웨슬리
- 찰스 웨슬리
- 감리교신학대학교
- 협성대학교
- 목원대학교
- 산돌학교
- 평동교회